# (8749) Beatles
(8749) Beatles est un astéroïde faisant partie de la ceinture principale. Il a été découvert le 3 avril 1998 par John Broughton à l'observatoire de Reedy Creek dans le Queensland.
Il a été nommé ainsi d'après le groupe de musique rock britannique The Beatles.